# 大北一夫
大北 一夫（おおきた かずお、1923年9月1日 - 2001年9月10日）は、日本の経営者。昭和シェル石油社長を務めた。京都府京都市出身。

## 経歴
1947年に同志社大学文学部社会学科を卒業し、函館ドックでの勤務を経て、1949年にシエル石油に入社。1969年に取締役に就任し、1975年に常務、1978年に専務、1981年に副社長を経て、1982年には社長に就任。昭和石油との合併を取り仕切り、1985年に昭和シェル石油社長に就任。1989年3月に副会長に就任し、1991年3月に取締役相談役を経て、1993年3月に相談役に就任。
1985年11月に藍綬褒章を受章し、1996年4月に勲二等瑞宝章を受章。
2001年9月10日に肺炎のために神奈川県横浜市の病院で死去。78歳没。